# Polistes chinensis
Polistes chinensis är en getingart som först beskrevs av Fabricius 1793.  Polistes chinensis ingår i släktet pappersgetingar, och familjen getingar. Utöver nominatformen finns också underarten P. c. antennalis.

## Bildgalleri

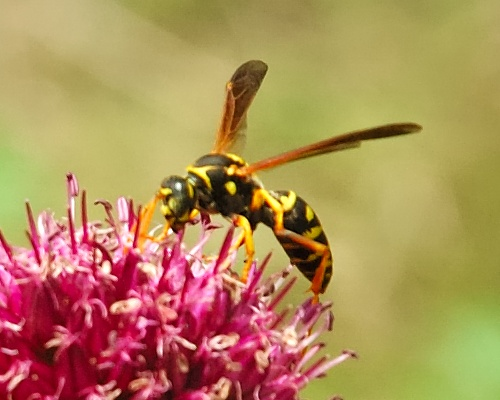
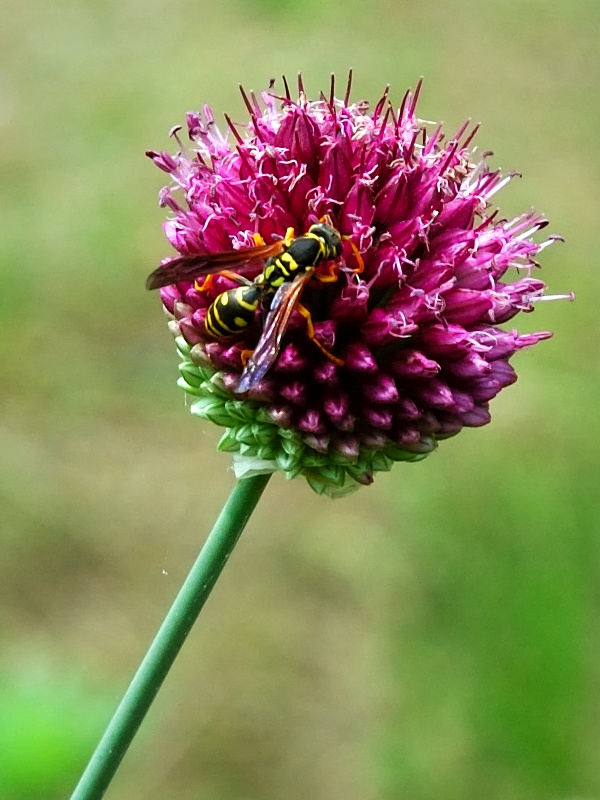
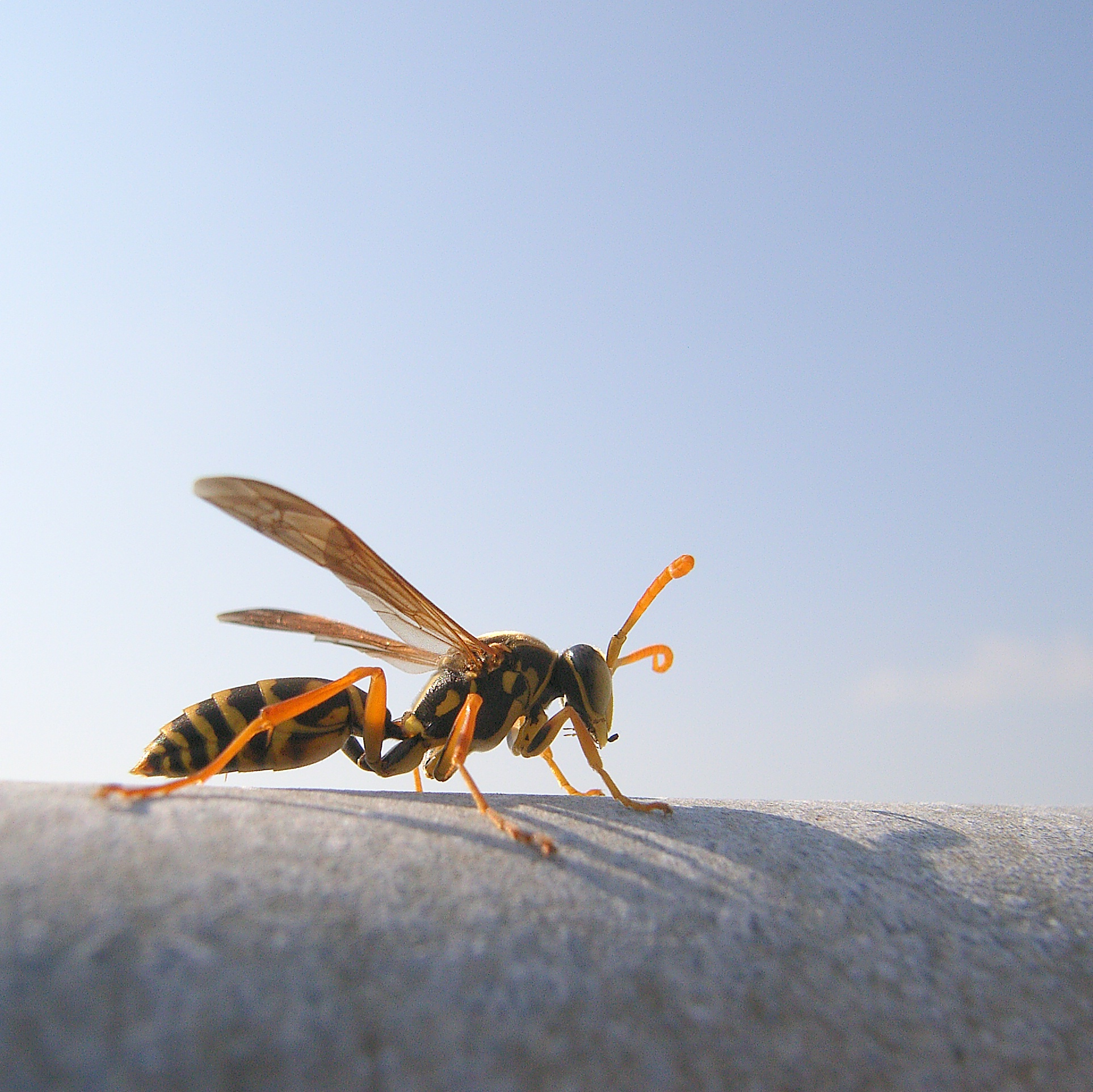
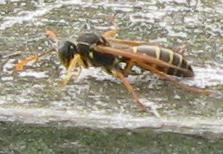